# Rhabidius
Rhabidius is een geslacht van kevers uit de familie van de loopkevers (Carabidae). De wetenschappelijke naam van het geslacht is voor het eerst geldig gepubliceerd in 1948 door Basilewsky.

## Soorten
Het geslacht Rhabidius omvat de volgende soorten:
- Rhabidius camerunensis Basilewsky, 1948
- Rhabidius jeanneli Basilewsky, 1948
- Rhabidius rotundangulus Facchini, 2012